# César 2004
Die 29. Verleihung der Césars fand am 21. Februar 2004 im Théâtre du Châtelet in Paris statt. Präsidentin der Verleihung war die Schauspielerin Fanny Ardant. Ausgestrahlt wurde die Verleihung, die von dem Schauspieler Gad Elmaleh moderiert wurde, vom französischen Fernsehsender Canal+.

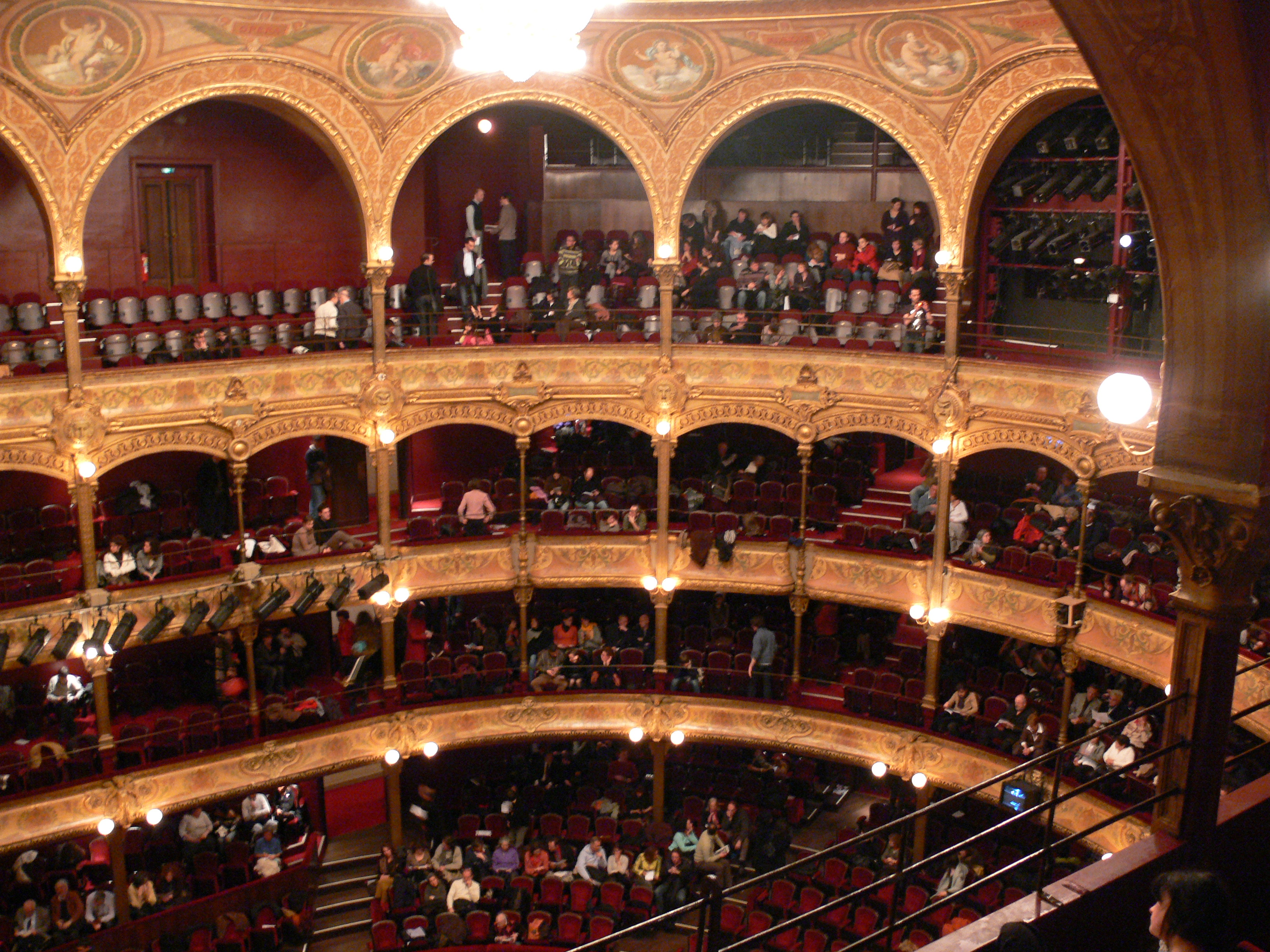
Das Théâtre du Châtelet, der Veranstaltungsort der Verleihung

Mit elf bzw. neun Nominierungen durften sich in diesem Jahr vor allem Jean-Paul Rappeneaus Anfang des Zweiten Weltkriegs spielender Film Bon Voyage sowie die Operettenverfilmung Pas sur la bouche von Alain Resnais Hoffnungen auf mehrere Auszeichnungen machen. Sowohl Bon Voyage, eine Mischung aus romantischem Thriller, Farce und Mysteryfilm, als auch Resnais’ in den 1920er Jahren angesiedelter Film konnten am Ende drei Preise gewinnen. Als bester Film wurde jedoch die Tragikomödie Die Invasion der Barbaren des Kanadiers Denys Arcand prämiert, der für die beste Regie und das beste Drehbuch zwei weitere Césars entgegennehmen durfte. Als bester Hauptdarsteller wurde Omar Sharif für sein spätes Comeback mit der Titelrolle in der Literaturverfilmung Monsieur Ibrahim und die Blumen des Koran ausgezeichnet. Die Kategorie Beste Hauptdarstellerin konnte Sylvie Testud mit ihrer Darbietung in Alain Corneaus Mit Staunen und Zittern, einer Verfilmung des gleichnamigen Romans von Amélie Nothomb, für sich entscheiden und sich dabei gegen Josiane Balasko, Nathalie Baye, Vorjahressiegerin Isabelle Carré und Charlotte Rampling durchsetzen. Julie Depardieu gewann für Claude Millers Die kleine Lili gleich zwei Césars: als beste Neben- und beste Nachwuchsdarstellerin. In der Kategorie Bester europäischer Film setzte sich der deutsche Beitrag Good Bye, Lenin! durch. Zum besten ausländischen Film wurde in diesem Jahr Clint Eastwoods Gewaltstudie Mystic River gekürt. Die Schauspielerin Micheline Presle wurde mit einem Ehrenpreis ausgezeichnet.

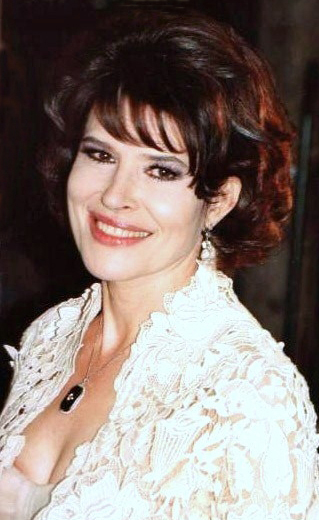
Präsidentin der Verleihung: Fanny Ardant

## Gewinner und Nominierungen

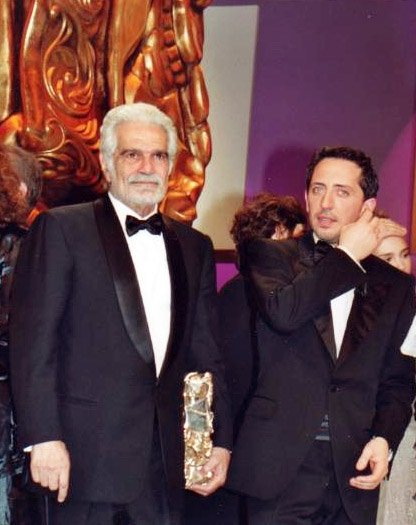
Als bester Hauptdarsteller prämiert: Omar Sharif mit dem ebenfalls nominierten Gad Elmaleh

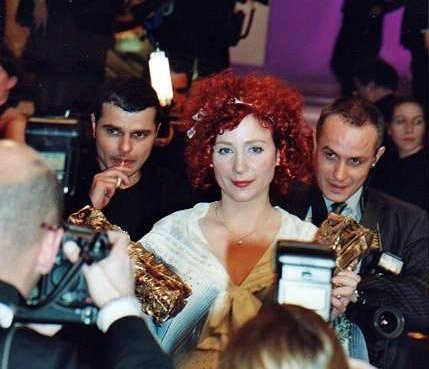
Die beste Neben- und Nachwuchsdarstellerin Julie Depardieu

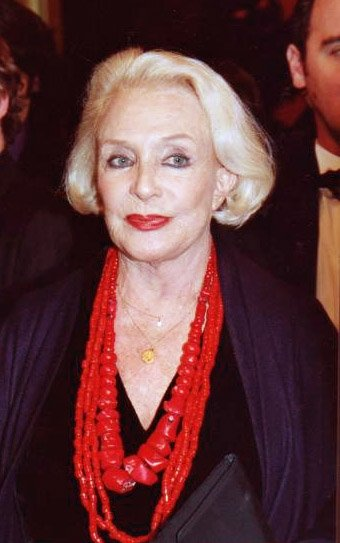
Ehrenpreisträgerin Micheline Presle

| Statistik (Filme mit mehr als einer Nominierung) N=Nominierung; A=Auszeichnung |    |   |
| Film                                                                           | N  | A |
| Bon Voyage                                                                     | 11 | 3 |
| Pas sur la bouche                                                              | 9  | 3 |
| Die Invasion der Barbaren                                                      | 4  | 3 |
| Die kleine Lili                                                                | 4  | 2 |
| Die Flüchtigen                                                                 | 4  | 0 |
| Gefühlsverwirrungen                                                            | 4  | 0 |
| Monsieur N.                                                                    | 4  | 0 |
| Auf der Flucht                                                                 | 3  | 1 |
| Das große Rennen von Belleville                                                | 3  | 1 |
| Ein tolles Paar                                                                | 3  | 1 |
| Nach dem Leben                                                                 | 3  | 1 |
| Seit Otar fort ist …                                                           | 3  | 0 |
| Mit Staunen und Zittern                                                        | 2  | 1 |
| Es brennt in mir                                                               | 2  | 0 |
| Père et fils                                                                   | 2  | 0 |
| Swimming Pool                                                                  | 2  | 0 |
| Wer tötete Bambi?                                                              | 2  | 0 |

### Bester Film (Meilleur film)
Die Invasion der Barbaren (Les invasions barbares) – Regie: Denys Arcand
- Bon Voyage – Regie: Jean-Paul Rappeneau
- Pas sur la bouche – Regie: Alain Resnais
- Gefühlsverwirrungen (Les sentiments) – Regie: Noémie Lvovsky
- Das große Rennen von Belleville (Les triplettes de Belleville) – Regie: Sylvain Chomet

### Beste Regie (Meilleur réalisateur)
Denys Arcand – Die Invasion der Barbaren (Les invasions barbares)
- Lucas Belvaux – Ein tolles Paar (Un couple épatant), Auf der Flucht (Cavale) und Nach dem Leben (Après la vie)
- Claude Miller – Die kleine Lili (La petite Lili)
- Jean-Paul Rappeneau – Bon Voyage
- Alain Resnais – Pas sur la bouche

### Bester Hauptdarsteller (Meilleur acteur)
Omar Sharif – Monsieur Ibrahim und die Blumen des Koran (Monsieur Ibrahim et les fleurs du Coran)
- Daniel Auteuil – Après vous … Bitte nach Ihnen (Après vous)
- Jean-Pierre Bacri – Gefühlsverwirrungen (Les sentiments)
- Gad Elmaleh – Chouchou
- Bruno Todeschini – Sein Bruder (Son frère)

### Beste Hauptdarstellerin (Meilleure actrice)
Sylvie Testud – Mit Staunen und Zittern (Stupeur et tremblements)
- Josiane Balasko – Im Schatten der Wälder (Cette femme-là)
- Nathalie Baye – Gefühlsverwirrungen (Les sentiments)
- Isabelle Carré – Gefühlsverwirrungen (Les sentiments)
- Charlotte Rampling – Swimming Pool (Swimming pool)

### Bester Nebendarsteller (Meilleur acteur dans un second rôle)
Darry Cowl – Pas sur la bouche
- Yvan Attal – Bon Voyage
- Clovis Cornillac – À la petite semaine
- Marc Lavoine – Die Herzen der Männer (Le cœur des hommes)
- Jean-Pierre Marielle – Die kleine Lili (La petite Lili)

### Beste Nebendarstellerin (Meilleure actrice dans un second rôle)
Julie Depardieu – Die kleine Lili (La petite Lili)
- Judith Godrèche – France boutique
- Isabelle Nanty – Pas sur la bouche
- Géraldine Pailhas – Le coût de la vie
- Ludivine Sagnier – Swimming Pool (Swimming pool)

### Bester Nachwuchsdarsteller (Meilleur jeune espoir masculin)
Grégori Derangère – Bon Voyage
- Nicolas Duvauchelle – Es brennt in mir (Les corps impatients)
- Pascal Elbé – Père et fils
- Grégoire Leprince-Ringuet – Die Flüchtigen (Les égarés)
- Gaspard Ulliel – Die Flüchtigen (Les égarés)

### Beste Nachwuchsdarstellerin (Meilleur jeune espoir féminin)
Julie Depardieu – Die kleine Lili (La petite Lili)
- Marie-Josée Croze – Die Invasion der Barbaren (Les invasions barbares)
- Dinara Drukarova – Seit Otar fort ist … (Depuis qu’Otar est parti …)
- Sophie Quinton – Wer tötete Bambi? (Qui a tué Bambi?)
- Laura Smet – Es brennt in mir (Les corps impatients)

### Bestes Erstlingswerk (Meilleur premier film)
Seit Otar fort ist … (Depuis qu’Otar est parti …) – Regie: Julie Bertuccelli
- Das große Rennen von Belleville (Les triplettes de Belleville) – Regie: Sylvain Chomet
- Eher geht ein Kamel durchs Nadelöhr… (Il est plus facile pour un chameau …) – Regie: Valeria Bruni Tedeschi
- Père et fils – Regie: Michel Boujenah
- Wer tötete Bambi? (Qui a tué Bambi?) – Regie: Gilles Marchand

### Bestes Drehbuch (Meilleur scénario original ou adaptation)
Denys Arcand – Die Invasion der Barbaren (Les invasions barbares)
- Lucas Belvaux – Ein tolles Paar (Un couple épatant), Auf der Flucht (Cavale) und Nach dem Leben (Après la vie)
- Alain Corneau – Mit Staunen und Zittern (Stupeur et tremblements)
- Julie Bertuccelli, Roger Bohbot und Bernard Renucci – Seit Otar fort ist … (Depuis qu’Otar est parti …)
- Jean-Paul Rappeneau und Patrick Modiano – Bon Voyage

### Beste Filmmusik (Meilleure musique écrite pour un film)
Benoît Charest – Das große Rennen von Belleville (Les triplettes de Belleville)
- Stephan Eicher – Monsieur N.
- Bruno Fontaine – Pas sur la bouche
- Gabriel Yared – Bon Voyage

### Bestes Szenenbild (Meilleurs décors)
Jacques Rouxel und Catherine Leterrier – Bon Voyage
- Patrick Durand – Monsieur N.
- Jacques Saulnier – Pas sur la bouche

### Beste Kostüme (Meilleurs costumes)
Jackie Budin – Pas sur la bouche
- Catherine Leterrier – Bon Voyage
- Carine Sarfati – Monsieur N.

### Beste Kamera (Meilleure photographie)
Thierry Arbogast – Bon Voyage
- Pierre Aïm – Monsieur N.
- Agnès Godard – Die Flüchtigen (Les égarés)

### Bester Ton (Meilleur son)
Jean-Marie Blondel, Gérard Hardy und Gérard Lamps – Pas sur la bouche
- Pierre Gamet, Jean Goudier und Dominique Hennequin – Bon Voyage
- Olivier Goinard, Jean-Pierre Laforce und Jean-Paul Mugel – Die Flüchtigen (Les égarés)

### Bester Schnitt (Meilleur montage)
Valérie Loiseleux –  Ein tolles Paar (Un couple épatant), Ludo Troch – Auf der Flucht (Cavale), Danielle Anezin – Nach dem Leben (Après la vie)
- Hervé de Luze – Pas sur la bouche
- Maryline Monthieux – Bon Voyage

### Bester Kurzfilm (Meilleur court métrage)
Der Mann ohne Kopf (L’homme sans tête) – Regie: Juan Solanas
- Die andalusische Katze (La chatte andalouse) – Regie: Gérald Hustache-Mathieu
- J’attendrai le suivant … – Regie: Philippe Orreindy
- Pacotille – Regie: Éric Jameux

### Bester europäischer Film (Meilleur film de l’Union européenne)
Good Bye, Lenin!, Deutschland – Regie: Wolfgang Becker
- Dogville, Dänemark/Schweden/Frankreich/Norwegen/Niederlande/Finnland – Regie: Lars von Trier
- Die besten Jahre (La meglio gioventù), Italien – Regie: Marco Tullio Giordana
- Lampedusa (Respiro), Italien – Regie: Emanuele Crialese
- Die unbarmherzigen Schwestern (The Magdalene Sisters), Großbritannien/Irland – Regie: Peter Mullan

### Bester ausländischer Film (Meilleur film étranger)
Mystic River, USA – Regie: Clint Eastwood
- Elephant, USA – Regie: Gus Van Sant
- Gangs of New York, USA – Regie: Martin Scorsese
- The Hours – Von Ewigkeit zu Ewigkeit (The Hours), USA – Regie: Stephen Daldry
- The Return – Die Rückkehr (Возвращение), Russland – Regie: Andrei Swjaginzew

## Ehrenpreis (César d’honneur)
- Micheline Presle, französische Schauspielerin